# 無壬
無壬（?—?），是《吴越春秋》记载的越国君主。无余建立的越国传了十几代，不能自立，沦为庶民。其中有个人指天向大禹墓说道：“我是无余君之苗末，我方修前君祭祀，复我禹墓之祀，为民请福于天，以通鬼神之道。”民众大喜，请他主持祭祀大禹，承继越君之后，后有君臣之义，号称无壬。 
| 前任： 无余 此前世系失考 | 越国君主 | 繼任： 無瞫 |